# 1941 v hudbě
Tento článek obsahuje události související s hudbou, které proběhly v roce 1941.

## Události
- učitel a sbormistr založil Městský hudební a pěvecký sbor Buštěhrad

## Narození
- 3. leden – Van Dyke Parks, zpěvák, skladatel a aranžér[1]
- 9. leden – Joan Baez, folková zpěvačka
- 12. leden – Long John Baldry, R&B zpěvák (†2005)[zdroj⁠?!]
- 15. leden – Captain Beefheart, hudebník a malíř (†2010)
- 18. leden – David Ruffin (The Temptations) (†1991)[zdroj⁠?!]
- 20. leden – Ron Townson, The 5th Dimension[zdroj⁠?!]
- 21. leden – Richie Havens, folkový zpěvák[zdroj⁠?!]
- 24. leden
  - Aaron Neville, The Neville Brothers[zdroj⁠?!]
  - Neil Diamond, zpěvák-skladatel
- 4. únor – John Steel, bubeník The Animals
- 5. únor – Barrett Strong, zpěvák-skladatel[2]
- 6. únor
  - Dave Berry, zpěvák[zdroj⁠?!]
  - Václav Vacek, pražský houslař Cremony a Národního divadla
- 11. únor
  - Earl Lewis (The Channels)[zdroj⁠?!]
  - Sergio Mendes, americký hudebník[zdroj⁠?!]
  - Tom Rush, folkový a bluesový zpěvák[zdroj⁠?!]
- 15. únor – Brian Holland, skladatel[3]
- 17. únor – Gene Pitney, zpěvák-skladatel (†2006)
- 18. únor – Herman Santiago (Frankie Lymon & The Teenagers)[zdroj⁠?!]
- 6. březen – Palle Mikkelborg, jazzový trmpetista a skladatel[zdroj⁠?!]
- 8. březen – Ivana Loudová, česká hudební skladatelka[zdroj⁠?!]
- 12. březen – Paul Kantner (Jefferson Airplane), (KBC Band)[zdroj⁠?!]
- 15. březen – Mike Love (The Beach Boys)[4]
- 17. březen – Clarence Clemons (E Street Band) (†2011)
- 3. duben – Jan Berry (Jan and Dean)[zdroj⁠?!]
- 5. duben – David LaFlamme (It's a Beautiful Day)[zdroj⁠?!]
- 9. duben – Kay Adams, country zpěvák[zdroj⁠?!]
- 19. duben – Roberto Carlos, zpěvák
- 30. duben – Johnny Farina (Santo & Johnny)[zdroj⁠?!]
- 4. květen – Richard Burns (The Hondells)
- 8. květen – John Fred, zpěvák (John Fred & His Playboy Band) (†2005)[zdroj⁠?!]
- 9. květen
  - Peter Birrell (Freddie & The Dreamers)[zdroj⁠?!]
  - Danny Rapp (Danny and the Juniors)[zdroj⁠?!]
- 11. květen – Eric Burdon, zpěvák (The Animals)
- 13. květen
  - Ritchie Valens, zpěvák (†1959)[zdroj⁠?!]
  - Joe Brown, zpěvák a kytarista[zdroj⁠?!]
- 21. květen – Ronald Isley (The Isley Brothers)[zdroj⁠?!]
- 24. květen – Bob Dylan, folkový zpěvák-skladatel
- 2. červen – Charlie Watts, bubeník(The Rolling Stones)
- 5. červen – Martha Argerichová, pianistka
- 9. červen – Jon Lord, klávesista Deep Purple
- 10. červen – Shirley Owens (The Shirelles)[zdroj⁠?!]
- 12. červen
  - Chick Corea, jazzový hudebník
  - Roy Harper, zpěvák-skladatel
  - Reg Presley, zpěvák (The Troggs)[zdroj⁠?!]
- 13. červen – Esther Ofarim, zpěvák[zdroj⁠?!]
- 15. červen – Harry Nilsson, zpěvák-skladatel[zdroj⁠?!]
- 16. červen – Lamont Dozier, hudební skladatel[zdroj⁠?!]
- 5. červenec – Terry Cashman, hudební producent, skladatel a zpěvák[zdroj⁠?!]
- 7. červenec – Jim Rodford (Argent)[zdroj⁠?!]
- 9. červenec – Donald McPherson (Main Ingredient)[zdroj⁠?!]
- 16. červenec – Desmond Dekker, reggae hudebník (†2006)[zdroj⁠?!]
- 17. červenec
  - Spencer Davis, člen (The Spencer Davis Group)
  - Gribouille, zpěvák (†1968)[zdroj⁠?!]
- 18. červenec – Lonnie Mack, rockový a bluesový kytarista
- 19. červenec – Vicki Carr, zpěvák[zdroj⁠?!]
- 22. červenec – George Clinton, americký hudebník[5]
- 25. červenec – Manny Charlton (Nazareth)
- 26. červenec – Brenton Wood, zpěvák-skladatel[zdroj⁠?!]
- 28. červenec – Riccardo Muti, dirigent
- 30. červenec – Paul Anka, zpěvák
- 2. srpen – Doris Coley (The Shirelles)[zdroj⁠?!]
- 3. srpen – Beverly Lee (The Shirelles)[zdroj⁠?!]
- 4. srpen – Timi Yuro, soulový zpěvák (†2004)[zdroj⁠?!]
- 14. srpen – David Crosby (The Byrds, Crosby, Stills & Nash)
- 20. srpen – Dave Brock (Hawkwind)[zdroj⁠?!]
- 21. srpen – Tom Coster (Santana)[zdroj⁠?!]
- 24. srpen – Kenny Rogers, country hudebník
- 26. srpen – Chris Curtis (The Searchers)[zdroj⁠?!]
- 30. srpen – John McNally (The Searchers)[zdroj⁠?!]
- 8. září – Donald Drowty (Dante & the Evergreens)[zdroj⁠?!]
- 9. září – Otis Redding, zpěvák (†1967)
- 13. září – David Clayton-Thomas, zpěvák (Blood, Sweat & Tears)
- 19. září – Cass Elliot, zpěvačka (†1974)
- 21. září – Dickey Lee, country zpěvák[zdroj⁠?!]
- 24. září – Linda McCartney (Wings) (†1998)
- 2. říjen – Ron Meagher (The Beau Brummels)[zdroj⁠?!]
- 3. říjen – Chubby Checker, zpěvák
- 13. říjen – Paul Simon, zpěvák-skladatel, člen Simon & Garfunkel
- 21. říjen
  - Manfred Lubowitz (Manfred Mann)[zdroj⁠?!]
  - Steve Cropper, Booker T. & the M.G.'s
- 28. říjen
  - Hank Marvin, kytarista (The Shadows)
  - Curtis Lee, zpěvák[zdroj⁠?!]
- 30. říjen – Otis Williams, zpěvák (The Temptations)
- 2. listopad
  - Brian Poole, zpěvák (The Tremeloes)[zdroj⁠?!]
  - Bruce Welch, kytarista (The Shadows)[zdroj⁠?!]
- 5. listopad – Art Garfunkel, zpěvák-skladatel, člen Simon & Garfunkel
- 6. listopad – Doug Sahm (Sir Douglas Quintet)[zdroj⁠?!]
- 8. listopad – Simon Standage, baroque violinist[zdroj⁠?!]
- 9. listopad – Tom Fogerty (Creedence Clearwater Revival)
- 24. listopad
  - Donald „Duck“ Dunn (Booker T. & the M.G.'s, The Blues Brothers)[zdroj⁠?!]
  - Pete Best, bubeník The Beatles
- 27. listopad – Eddie Rabbitt (Amos Garrett)[zdroj⁠?!]
- 29. listopad – Denny Doherty, folkový zpěvák (The Mamas & the Papas) (†2007)[zdroj⁠?!]
- 2. prosinec – Tom McGuinness (Manfred Mann)[zdroj⁠?!]
- 18. prosinec – Sam Andrew, Big Brother and the Holding Company[zdroj⁠?!]
- 19. prosinec – Maurice White (Earth, Wind & Fire)[zdroj⁠?!]
- 23. prosinec – Tim Hardin, folkový zpěvák († 1980)
- 27. prosinec
  - Leslie Maguire, Gerry & the Pacemakers[zdroj⁠?!]
  - Mike Pinder, The Moody Blues[zdroj⁠?!]
- 29. prosinec – Ray Thomas (The Moody Blues)[zdroj⁠?!]